# Programmations du Festival de Confolens
 (octobre 2024).
Pour un article plus général, voir Festival de Confolens.
Cet article présente les programmations du Festival de Confolens.

## Programmation

### Ensembles folkloriques
Environ 15 ensembles folkloriques se produisent chaque année lors du Festival. Tous les groupes invités sont présents sur la scène principale du théâtre des Ribières, lors du Gala d’ouverture et du Panorama de clôture du Festival. La scène principale accueille également des spectacles thématiques intitulés « créations éphémères » ou « horizons du monde », lors desquels plusieurs ensembles folkloriques approfondissent leur répertoire. Les groupes se produisent aussi lors de défilés et de spectacles sur les scènes secondaires du centre médiéval de Confolens, à l'occasion de journées « ville en fête » et de soirées « nuit en fête ». Des groupes d'animation se produisent en outre dans les rues de Confolens durant le festival.
Le Festival effectue une sélection internationale des groupes folkloriques participants et organise leurs tournées en France, voire en Belgique et en Suisse. La scène confolentaise est réputée pour la qualité, la diversité et l'authenticité des groupes qu'elle accueille : ballets internationaux, Pygmées de Centrafrique, Zoulous d’Afrique, Esquimaux du Kamtchatka, etc.

### Concerts
Des noms de la scène musicale française et internationale ont émaillé le Festival de leur gloire (Faudel, Kassav).
| Édition | Artiste(s)                                               |
| ------- | -------------------------------------------------------- |
| 1997    | Khaled                                                   |
| 1998    | Manu Dibango                                             |
| 1999    | Tri Yann                                                 |
| 2000    | Johnny Clegg                                             |
| 2001    |                                                          |
| 2002    | Bernard Lavilliers                                       |
| 2003    |                                                          |
| 2004    |                                                          |
| 2005    | Jimmy Cliff                                              |
| 2006    | Enrico Matias, Nadau                                     |
| 2007    | Tri Yann, Urban Trad                                     |
| 2008    | Chico et les Gyspies, Bratsch                            |
| 2009    | Kevrenn Alré, Les Oiseaux de Barback                     |
| 2010    | Renan Luce                                               |
| 2011    | Carlos Núñez, Dan Ar Braz                                |
| 2012    | La Fanfare en pétard, Caravan Palace                     |
| 2013    | Pas de Tête d'Affiche                                    |
| 2014    | Pas de Tête d'Affiche                                    |
| 2015    | Sergent Garcia                                           |
| 2016    | Pas de tête d'affiche                                    |
| 2017    | Nadau, Celtic Legends, Bagad de Lann-Bihoué              |
| 2018    | I Muvrini, Les Moines de Shaolin                         |
| 2019    | Tri Yann, Le Condor                                      |
| 2020    | Festival de Confolens 2020 annulé                        |
| 2021    | Mes souliers sont rouges, Wazoo, Soldat Louis, Cumbia Ya |

### Festi'Bambins et Folk'Enfants
À partir de 2017, le Festival introduit une programmation destinée aux enfants. Présentée en conférence de presse par les enfants du Confolentais,, celle-ci prévoit des spectacles interactifs visant l'initiation aux danses et musiques du monde (Folk'Enfants, à partir de 3 ans) et d'ateliers créatifs et musicaux (Festi'Bambins, à partir de 7 ans).